# 阿佐谷オデヲン座
阿佐谷オデヲン座（あさがやオデオンざ）は、かつて存在した日本の映画館である。阿佐ヶ谷オデヲン座とも表記した。東亜興行が新宿・歌舞伎町に進出する以前の1949年（昭和24年）8月、同社を創業するとともに最初に手掛けた映画館として知られる。
閉館後の跡地に同社が経営するトーアセントラルフィットネスクラブ阿佐谷（トーアセントラルフィットネスクラブあさがや）についても本項で扱う。

## 沿革
- 1949年8月 - 阿佐ケ谷駅北口に高橋康友が開館、東亜興行の創業とする[6]
- 1988年 - 閉館
- 1989年3月 - 跡地にトーアセントラルフィットネスクラブ阿佐谷を新築・開業[6]

## データ
- 所在地 : 東京都杉並区阿佐ヶ谷一丁目794番地[3]
  - 現在の東京都杉並区阿佐谷北二丁目12番2号 トーアセントラルフィットネスクラブ阿佐谷[6]

北緯35度42分18.83秒 東経139度38分6.08秒 / 北緯35.7052306度 東経139.6350222度
- 経営 : 東亜興行株式会社
- 構造 : 木造[2]
- 観客定員数 : 304名（1987年[10]）

## 概要

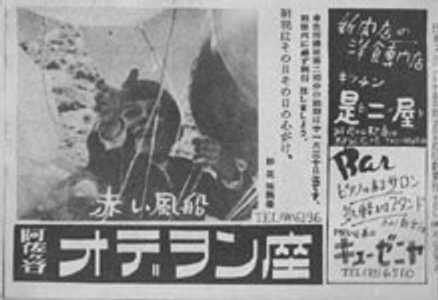
1956年（昭和31年）9月に発行された『阿佐谷オデヲンニュース』の表紙。

1949年（昭和24年）8月、東京都杉並区の阿佐ケ谷駅北口に開館、これを東亜興行株式会社の創業としている。1946年（昭和21年）に中野区鷺宮に三亜薬品工業株式会社（現在のベーリンガーインゲルハイム製薬）を設立、胃腸薬「イモール」の製造販売を行った高橋康友が、映画界に進出した第一歩であった。同社はこれを皮切りに、1950年（昭和25年）12月に「中野オデヲン座」、1951年（昭和26年）11月に「新宿オデヲン座」をそれぞれ開業、とくに「新宿オデヲン座」の開業は、新宿区歌舞伎町に建てられた映画館としては、林以文（ヒューマックス創業者）の「新宿地球座」（のちの新宿ジョイシネマ）に次ぐ第2号であった。東亜興行株式会社の本社所在地は、1955年（昭和30年）12月に歌舞伎町に「グランドビル」が建つまでの当初、同館の場所に置かれた。
阿佐谷オデヲン座は、外国映画（洋画）の三番館、つまりロードショーを終えた作品をその2週後に上映する劇場で、当時、週刊ニュースを独自に発行していた。晩年の新居格（1888年 - 1951年）が同館の至近に居住している旨の葉書を受け取った石川三四郎が、その家を見舞ったとの記述が『新居格君を想ふ』に登場する。当時、阿佐ヶ谷地区は文士村と呼ばれ、上林暁は同館の至近に住んでいたという。
戦前の阿佐ヶ谷地区には、美須鐄（チネチッタ創業者）が経営した阿佐ヶ谷映画劇場（阿佐ヶ谷映劇、阿佐ヶ谷一丁目762番地）しかなかった。戦後、オデヲン座が開館したころの同地区には、阿佐ヶ谷映劇との合計2館であったが、1957年（昭和32年）になると、阿佐ヶ谷映劇は阿佐ヶ谷松竹（のちの阿佐ヶ谷東宝劇場）になり、阿佐ヶ谷名画座（1955年開館）を含めて合計3館になっていた。1963年（昭和38年）には、すでに阿佐ヶ谷中央劇場が加わって、合計4館になり、1966年（昭和41年）には、阿佐ヶ谷東宝劇場（かつての阿佐ヶ谷松竹）、阿佐ヶ谷名画座、阿佐ヶ谷中央劇場、オデヲン座の4館であったが、1966年（昭和41年）には、阿佐ヶ谷東宝劇場、阿佐ヶ谷中央劇場、オデヲン座の3館になっていた。1974年（昭和49年）ころには、オデヲン座のみが残った。
1987年（昭和62年）10月19日から同年11月4日までの間、劇団第七病棟の演劇『湯毛の中のナウシカ』（作唐十郎、主演緑魔子、出演・演出石橋蓮司）を同館で上演している。1988年（昭和63年）、閉館した。東亜興行は、1989年（平成元年）3月、跡地にフィットネス阿佐谷を新築・開業して直営（経営トーア・スポーツ株式会社）、のちにセントラルスポーツに業務委託し、トーアセントラルフィットネスクラブ阿佐谷となって、現在に至る。1998年（平成10年）11月、阿佐ヶ谷地区唯一の映画館としてラピュタ阿佐ヶ谷が、同館跡地の北側（阿佐谷北二丁目12番21号）に隣接した場所に開業した。

## トーアセントラルフィットネスクラブ阿佐谷
トーアセントラルフィットネスクラブ阿佐谷（トーアセントラルフィットネスクラブあさがや）は、日本のフィットネスクラブである。1989年（平成元年）3月、東亜興行が映画館跡地に新築・開業、直営している。セントラルスポーツ系列である。
- 所在地 : 東京都杉並区阿佐谷北二丁目12番2号
- 営業時間 : 
  - 平日 : 6時30分 - 23時00分
  - 土日祝 : 9時00分 - 21時00分
- 休館日 : 毎週水曜日および年末年始、季節休館あり
- 施設 : 
  - 3階 : 水泳用プール
  - 2階 : ジム、ジャグジー、サウナ
  - 1階 : フロント、ラウンジ、スタジオ、エステサロン
  - 地下1階 : ゴルフレンジ、スカッシュコート、スタジオ